# Complesso Morenico di Castiglione delle Stiviere
Complesso Morenico di Castiglione delle Stiviere este o arie protejată (sit de importanță comunitară — SCI) din Italia întinsă pe o suprafață de 116 ha, integral pe uscat.

## Localizare
Centrul sitului Complesso Morenico di Castiglione delle Stiviere este situat la coordonatele 45°24′32″N 10°30′22″E / 45.409°N 10.506°E.

## Înființare
Situl Complesso Morenico di Castiglione delle Stiviere a fost declarat sit de importanță comunitară în ianuarie 2017 pentru a proteja 39 de specii de animale.

## Biodiversitate
Situată în ecoregiunea continentală, aria protejată conține 3 habitate naturale: Păduri panonice cu Quercus pubescens, Păduri aluvionare cu Alnus glutinosa și Fraxinus excelsior (Alno-Padion, Alnion incanae, Salicion albae), Pajiști uscate seminaturale și facies de acoperire cu tufișuri pe substraturi calcaroase (Festuco-Brometalia) (* situri importante pentru orhidee).
La baza desemnării sitului se află mai multe specii protejate de  păsări (39): uliu păsărar (Accipiter nisus), lăcar mare (Acrocephalus arundinaceus), lăcar-de-mlaștină (Acrocephalus palustris), lăcar-de-rogoz (Acrocephalus schoenobaenus), lăcar-de-lac (Acrocephalus scirpaceus), pescăruș albastru (Alcedo atthis), lăstunul mare (Apus apus), egretă mare (Ardea alba), stârc cenușiu (Ardea cinerea), stârc roșu (Ardea purpurea), cucuvea (Athene noctua), șorecarul comun (Buteo buteo), Cettia cetti,  prundaș gulerat mic (Charadrius dubius), erete de stuf (Circus aeruginosus), cuc (Cuculus canorus), lăstun de casă (Delichon urbicum), ciocănitoare pestriță mare (Dendrocopos major), egretă mică (Egretta garzetta), presură de stuf (Emberiza schoeniclus), muscar negru (Ficedula hypoleuca), capîntortură (Jynx torquilla), sfrâncioc roșiatic (Lanius collurio), privighetoare (Luscinia megarhynchos), prigoare (Merops apiaster), gaia neagră (Milvus migrans), codobatura galbenă (Motacilla flava), stârc de noapte (Nycticorax nycticorax), grangur (Oriolus oriolus), ciuf-pitic (Otus scops), cormoran mare (Phalacrocorax carbo), pitulice de munte (Phylloscopus collybita), pitulice sfârâitoare (Phylloscopus sibilatrix), pitulice-fluierătoare (Phylloscopus trochilus), ciocănitoarea verde (Picus viridis), cristei de baltă (Rallus aquaticus), pițigoi-pungar (Remiz pendulinus), corcodel mic (Tachybaptus ruficollis), pupăză (Upupa epops).
Pe lângă speciile protejate, pe teritoriul sitului au mai fost identificate 45 de specii de plante, 1 specie de nevertebrate.